# Laurier Gareau
Pour les articles homonymes, voir Gareau.
Laurier Gareau, né le 25 novembre 1949 à Saint Isidore de Bellevue, Saskatchewan, est un auteur, dramaturge, metteur en scène, comédien et historien. Il est auteur de plus de 70 pièces de théâtre et traductions, de nombreuses nouvelles et un roman, ainsi que trois livres portant sur l'histoire des Fransaskois.

## Biographie
Laurier Gareau naît le 25 novembre 1949 à Saint Isidore de Bellevue, Saskatchewan. Il étudie au Collège Mathieu à Gravelbourg (1965-1969), puis au Collège universitaire Saint-Jean à Edmonton, en Alberta (1969-1974). Il obtient en 1986 une maîtrise en beaux-arts en écriture dramatique à l’Université de l’Alberta.
Au cours de sa carrière, il est agent de développement, réalisateur à Radio-Canada, animateur de théâtre, acteur et guide touristique. En 1990, il fonde la Revue historique de la Société historique de la Saskatchewan, et en est l‘éditeur pendant 25 ans. Laurier Gareau travaille jusqu'à la fin du mois de septembre 2013 au Conseil culturel fransaskois après y avoir travaillé pendant plus de vingt ans. Arnaud Decroix prend sa suite.
En 2005, Laurier Gareau est intronisé dans le Temple de la renommée du théâtre de la Saskatchewan Margaret Woodward pour sa longue contribution au développement du théâtre fransaskois. Il reçoit le Saskatchewan Centennial Leadership Award Reconnaissance du Gouvernement de la Saskatchewan l'année du centenaire de la province pour son travail comme bénévole dans le secteur du patrimoine, remise le 28 mai 2005.La même année, il reçoit le Prix Hommage Culture de la Fédération culturelle canadienne française (FCCF) en reconnaissance pour une longue contribution au développement culturel et artistique francophone remis le 23 juin 2005 par la Fédération culturelle canadienne-française. Le 5 novembre 2016, le doyen du Campus Saint-Jean, Pierre-Yves Mocquais, remet à Laurier Gareau le Prix d’honneur Saint-Jean pour « sa contribution au développement artistique, culturel et historique de la communauté fransaskoise ». Le 14 mars 2019, Laurier Gareau reçoit des mains de la Gouverneure générale du Canada, Julie Payette, le prestigieux Ordre du Canada pour avoir fait « connaître et croître les racines des Fransaskois depuis plus de 40 ans ». En mai 2022, le Lieutenant-gouverneur de la Saskatchewan, l'honorable Russ Mirasty lui remet Prix  et reconnaissance Queen Élizabeth II Platium Jubilee Medal en reconnaissance du Gouvernement de la Saskatchewan pour sa longue contribution au développement des arts dans la communauté fransaskoise à l’occasion du 70e anniversaire de l’accession au trône de la reine Élizabeth II. Le 2 novembre 2024, il est adoublé membre de la Compagnie des Cents Associés lors d'une cérémonie dans le cadre du Rendez-vous fransaskois à Saskatoon.

## Œuvre
Son œuvre révèle un fort rapport de connivence avec les Métis. En Saskatchewan, il est reconnu comme étant un des dramaturges et écrivains principaux de la communauté francophone de la province. Actif en théâtre depuis 1975, il est l’auteur de plus de 70 pièces ou traductions.

### Livres
- "The Betrayal" dans Five From the Fringe (Edmonton, NeWest Publishers Ltd., 1986. 160 p.) théâtre
- Le défi de la radio française en Saskatchewan (Regina, Société historique de la Saskatchewan 1990. 226 p.)  histoire
- La trahison / The Betrayal, 1re édition (Regina, Éditions de la nouvelle plume 1998. 86 p.) théâtre
- "L'étrange aventure" dans L'R Aire Air, Aire Ère libre (Saint-Boniface, Éditions des Plaines, 2002, 93 p.) théâtre
- Joe Bolduc, Private Eye. Quatre pièces pour adolescents de Laurier Gareau (Regina, Éditions de la Nouvelle Plume, 2002, 177 p.)[10] théâtre
- La trahison, avec The Betrayal, 2e édition (Regina, Éditions de la nouvelle plume, 2004. 103 p.) théâtre
- Sur nos bancs d'école - l'éducation dans la région de Prud'homme, Saint-Denis et Vonda (Saint-Denis, L'Association communautaire fransaskoise de la Trinité, 2005. 113 p.) histoire
- Cow-boy Poétré avec Ken Brown et Daniel Cournoyer ( Saint-Boniface, Les Éditions du blé, 2010. 104 p.) théâtre
- "100 ans plus tard" dans Chemin faisant (Regina, Éditions de la nouvelle plume, 2012. 101 p.) théâtre
- Green Mustang, (Saint-Boniface, 2013, Éditions du Blé, 102 p.)  (ISBN 9782923673806)[11] théâtre
- Saint-Denis, Notre histoire - Our History (Saint-Denis, L'Association communautaire fransaskoise de la Trinité, 2014. 352 p.) histoire
- De poussière et de vent (Regina, Éditions de la nouvelle plume, 2016. 301 p.) roman
- La trahison / The Betrayal, 3e édition (Regina, Éditions de la nouvelle plume, 2018. 115 p.) théâtre
- La Nation provisoire / The Provisional Nation, 1re édition (Regina, Éditions de la nouvelle plume, 2023. 182 p.) théâtre